# Třída Azteca
Třída Azteca je třída hlídkových lodí mexického námořnictva. Celkem jich bylo postaveno 31 kusů.

## Stavba
Třídu tvoří celkem 31 jednotek.

## Konstrukce
Výzbroj tvoří jeden 40mm kanón Bofors. Pohonný systém tvoří dva diesely Ruston-Paxman-Ventura 12V o celkovém výkonu 7200 bhp. Lodní šrouby jsou dva. Nejvyšší rychlost dosahuje 23 uzlů. Dosah je 2500 námořních mil při rychlosti 12 uzů.